# Fettsjötjärnen
Fettsjötjärnen är en sjö i Vilhelmina kommun i Lappland och ingår i Ångermanälvens huvudavrinningsområde. Sjön har en area på 0,0437 kvadratkilometer och ligger 619,4 meter över havet.

## Delavrinningsområde
Fettsjötjärnen ingår i det delavrinningsområde (720231-149020) som SMHI kallar för Utloppet av Vuollelite. Medelhöjden är 596 meter över havet och ytan är 16,16 kvadratkilometer. Räknas de 185 avrinningsområdena uppströms in blir den ackumulerade arean 1 806,29 kvadratkilometer. Avrinningsområdets utflöde Ångermanälven mynnar i havet. Avrinningsområdet består mestadels av skog (78 procent). Avrinningsområdet har 1,63 kvadratkilometer vattenytor vilket ger det en sjöprocent på 10,1 procent.